# Juan de Albarracín

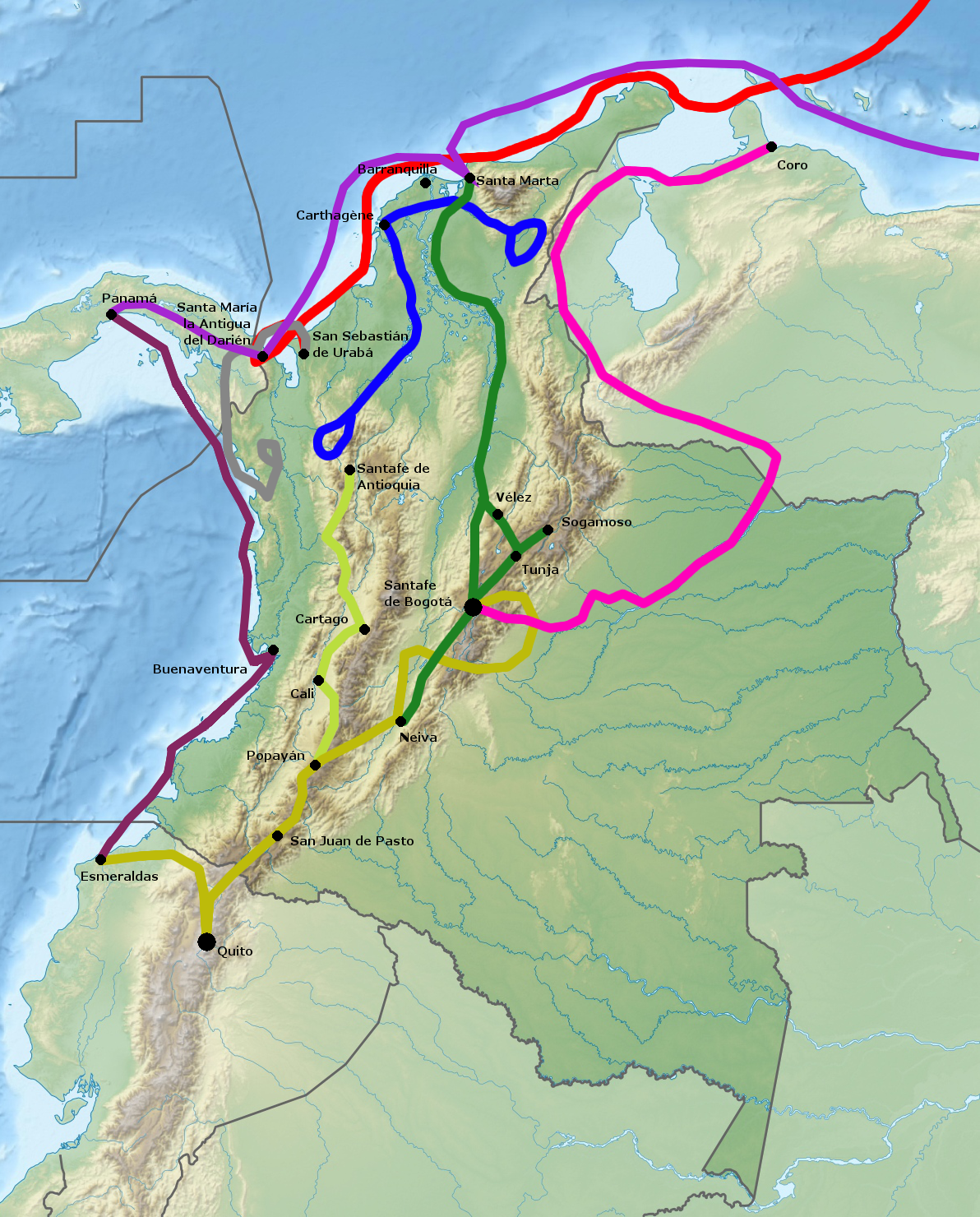
Juan de Albarracín foi um dos capitães de brigue na expedição pela rota verde de Santa Marta até a Confederação Muisca

Juan de Albarracín (?, Castela – ?, Castela) foi um conquistador espanhol que participou da conquista espanhola dos povos Muisca e Panche. Ele era capitão dos bergantins que navegaram pelo Rio Magdalena a partir da costa do Caribe em 1536 e mais tarde descobriu o sal de alta qualidade que levou os conquistadores espanhóis ao longo do Caminho de la Sal até as encostas das cordilheiras orientais dos Andes colombianos em direção a Confederação Muisca.

## Descobrindo a Rota do Sal
De Albarracín deixou a Espanha com seu sogro Pedro de Lugo para o Novo Mundo, chegando em janeiro de 1536 em Santa Marta. De Albarracín ensinou os homens sob seu comando a pescar pérolas, perto do Cabo de la Vela, no extremo norte da atual Colômbia. De Albarracín juntou-se à expedição em busca do El Dorado, viagem liderada por Gonzalo Jiménez de Quesada que partiu de Santa Marta em abril de 1536. Juan de Albarracín foi um dos três capitães dos brigues que De Quesada enviou pelo rio Magdalena; os outros dois foram Gómez del Corral e Antonio Díaz de Cardoso.
Durante a árdua jornada, em La Tora, atual Barrancabermeja, De Quesada enviou tropas à frente para investigar rotas em direção aos então desconhecidos Andes. De Albarracín e Díaz de Cardoso encontraram os pães de sal de alta qualidade que levariam os conquistadores ao longo do Caminho de la Sal ou "Rota do Sal" até a Confederação Muisca.

## Outras viagens
Juntamente com Martín Galeano De Albarracín participou em batalhas contra o belicoso povo Panche, comandado por Juan de Céspedes. Quando os dois conquistadores Nikolaus Federmann e Sebastián de Belalcázar chegaram à savana de Bogotá após a fundação de Bogotá como capital do Novo Reino de Granada por De Quesada em 6 de agosto de 1538, eles partiram com De Albarracín para Guataquí, uma cidade que fundaram . Em Guataquí, no rio Magdalena, ele ordenou a construção de dois pequenos barcos por indígenas para levar os conquistadores de volta à Espanha via Cartagena.
De Albarracín instalou-se numa mansão em Jérez de la Frontera e nunca mais regressou ao Novo Reino.

## Vida pessoal
De Albarracín foi casado com Ana de Lugo, que navegou com ele para o novo mundo, e o casal teve três filhos e três filhas. Seu neto Pedro de Lugo Albarracin foi escultor de diversas imagens de Jesus Cristo na capital colombiana, Bogotá. De Albarracín morreu na Espanha em um ano desconhecido.
Juan de Albarracín é mencionado como "Albarracín" na primeira crônica sobre a conquista espanhola, obra de autoria incerta; Epítome da conquista do Novo Reino de Granada.